# Islote Ciocănești
El islote Ciocănești (en rumano: Ostrovul Ciocănești) es una isla en el río Danubio en la localidad de Ciocanesti, Distrito de Calarasi en Rumania, es parte de una reserva natural y Zona de Especial de Protección de Aves (rezervație naturală și Arie de Protecție Specială Avifaunistică) con el código ROSPA 0021.